# Центральна Угорщина
Центральна Угорщина (угор. Közép-Magyarország) — статистичний (NUTS 2 та NUTS 1) регіон Угорщини. Охоплює округ Пешт та місто Будапешт. Адміністративний центр — Будапешт.